# Sissi (film)
Sissi is een Oostenrijkse speelfilm uit 1955, onder regie van Ernst Marischka, die ook het scenario schreef. Het is het eerste deel van de Sissi-trilogie.

## Geschiedenis
Sissi is een geromantiseerd verhaal over de jonge jaren van de Oostenrijkse keizerin Elisabeth. Marischka verzon de naam Sissi omdat hij de naam Elisabeth niet werkbaar vond in de romantische setting van de film. De keizerin werd door haar familie vertroetelend "Sisi" genoemd, en zo ondertekende ze haar brieven naar intimi ook. Marischka maakte er Sissi van.
Sissi is het eerste deel uit een serie van drie films over het leven van Elisabeth. Sissi – De jonge keizerin dateert uit 1956, Sissi – De woelige jaren uit 1957. De Sissi-films behoren tot de best bekeken Duitsgesproken films aller tijden. In het Duitse taalgebied kwamen 20 tot 25 miljoen mensen de films in de bioscoop bekijken. De films waren voor hoofdrolspeelster Romy Schneider de doorbraak naar succes. Later had zij echter grote moeite om van het suikerzoete imago af te komen.

## Verhaal
De vijftienjarige Sissi (Elisabeth) gaat met haar moeder, hertogin Ludovika, en haar zus Helene ("Néné") naar Ischl, waar de Oostenrijkse keizer Frans Jozef zijn verjaardag zal vieren. Aartshertogin Sophie, Frans Jozefs moeder, is van plan om tijdens het bezoek een gearrangeerd huwelijk tussen de keizer en Helene voor te bereiden. Voorafgaand aan de feestelijkheden ontmoeten de keizer en Sissi elkaar bij toeval. Prinses Elisabeth is namelijk aan het vissen en door een onhandige manoeuvre met haar hengel, slaat ze plotseling de keizer, die juist met zijn koets voorbijkomt, aan de haak. De keizer en Sissi maken een wandeling en worden meteen verliefd. Sissi weet op dat moment wel dat hij de keizer is, maar omgekeerd weet Frans Jozef niet dat het meisje met wie hij wandelt een prinses is, en nog wel de zus van zijn toekomstige verloofde. Later die dag spreken de keizer en Sissi af om samen te gaan jagen. Tijdens de jacht bekent Frans Jozef dat hij verliefd is geworden op Sissi (die zich inmiddels aan hem bekend heeft gemaakt als Liesl von Possenhofen), maar dat hij zich helaas met een ander moet verloven, en wel met prinses Helene in Beieren. Sissi schrikt zo van dat bericht dat ze onmiddellijk terugrent naar haar hotel. 's Avonds is het verjaardagsbal. Sissi, die aanvankelijk niet was uitgenodigd voor deze bijeenkomst, kan er toch bij zijn, omdat een van de andere tafeldames verhinderd was. En dan blijkt dat Frans Jozef zich niet met Helene, maar met Elisabeth wil verloven. Dit nieuws valt slecht bij Aartshertogin Sophie, die Sissi maar een onopgevoede bakvis vindt. Niettemin stelt de keizer zijn moeder, prinses Helene en Sissi voor een voldongen feit door haar voor te stellen als zijn toekomstige bruid. De film eindigt met de bruiloft in Wenen.

## De opnamen
De opnamen werden gedraaid in de omgeving van de Fuschlsee in de Oostenrijkse deelstaat Salzburg, onder andere in en rond Schloss Fuschl in Hof, dat door moest gaan voor slot Possenhofen.

## Acteurs
| Acteur          | Personage                |
| --------------- | ------------------------ |
| Romy Schneider  | Prinses Sissi            |
| Karlheinz Böhm  | Keizer Franz Joseph      |
| Magda Schneider | Prinses Ludovika         |
| Gustav Knuth    | Hertog Max               |
| Vilma Degischer | Aartshertogin Sophie     |
| Erich Nikowitz  | Aartshertog Franz Karl   |
| Peter Weck      | Aartshertog Karl Ludwig  |
| Uta Franz       | Prinses Helene "Nene"    |
| Josef Meinrad   | Gendarmerie-Majoor Böckl |
| Richard Eybner  | Postmeester van Ischl    |

## Vervolgdelen
- Sissi – De jonge keizerin (1956)
- Sissi – De woelige jaren (1957)